# فيكي هايد
فيكي هايد (بالإنجليزية: Vicki Hyde)‏ هي كاتبة علم نيوزيلندية، ولدت في 1962.